# Лимановка (Михайловский район)
Лимановка (укр. Лиманівка) — село, Любимовский сельский совет, Михайловский район, Запорожская область, Украина.
Код КОАТУУ — 2323383305. Население по переписи 2001 года составляло 106 человек.

## Географическое положение
Село Лимановка находится на расстоянии в 3 км от села Любимовка.
Рядом проходит автомобильная дорога М-18 (E 105).

## История
- 1921 год — дата основания как село Калиновка.
- В 1965 году переименовано в село Лимановка.